# Gynoplistia tristillata
Gynoplistia tristillata är en tvåvingeart som beskrevs av Alexander 1929. Gynoplistia tristillata ingår i släktet Gynoplistia och familjen småharkrankar. Inga underarter finns listade i Catalogue of Life.